# نورمان هيثيرنغتون
نورمان هيثيرنغتون (بالإنجليزية: Norman Hetherington)‏ هو محرك دمى ورسام كارتون أسترالي، ولد في 29 مايو 1921 في Lilyfield, New South Wales ‏ في أستراليا، وتوفي في 6 ديسمبر 2010 في Greenwich, New South Wales ‏ في أستراليا.

## وصلات خارجية
- نورمان هيثيرنغتون على موقع IMDb (الإنجليزية)